# Aéroport Alexander Salamon
L' aéroport Alexander Salamon est un aéroport à usage public situé à 8 km au nord du quartier central des affaires de la ville de West Union aux États-Unis.